# Old Town Road
Old Town Road ist ein Lied des US-amerikanischen Sängers und Rappers Lil Nas X aus dem Jahr 2018. Die kommerzielle Debütsingle des Künstlers und erste Auskopplung seiner Debüt-EP 7 wurde von ihm selbst und YoungKio auf Basis eines Samples des Musikstückes 34 Ghosts IV der Nine Inch Nails geschrieben, sowie von letzterem produziert. Etwa vier Monate nach der ursprünglichen Veröffentlichung erschien eine Remixversion, bei der der Newcomer vom populären Musiker Billy Ray Cyrus unterstützt wird.

## Entstehung und Verbreitung

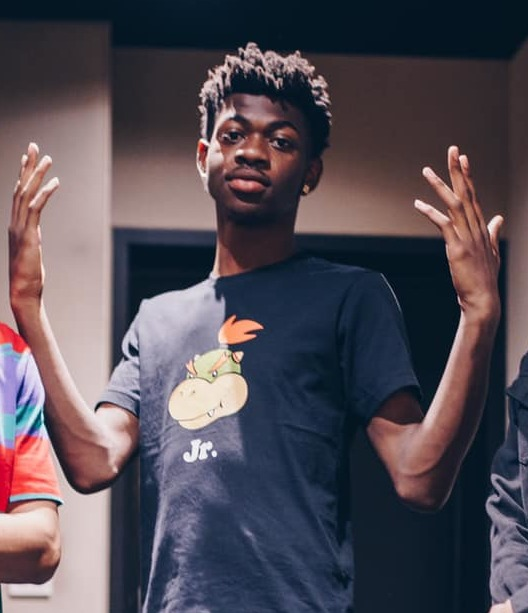
Lil Nas X (2019)

Lil Nas X begann im Oktober 2018 mit der Arbeit an Old Town Road. Zu diesem Zeitpunkt hatte er sein Studium abgebrochen, um eine Musikkarriere anzustreben, und lebte bei seiner Schwester zur Untermiete. Am 3. Dezember 2018 veröffentlichte er das Lied in seiner Originalversion zum kostenlosen Streaming auf SoundCloud. Das Instrumental zu Old Town Road wurde bereits im Jahr 2017 vom niederländischen Musikproduzenten YoungKio produziert und von diesem auf der Internetplattform BeatStars zum Verkauf angeboten. Lil Nas X wurde auf den Beat aufmerksam und erwarb die Nutzungsrechte daran für 30 US-Dollar. Da er den Kauf anonym tätigte, erfuhr YoungKio erst im Dezember 2018 von Old Town Road, als er das Lied in einem Instagram-Video hörte und sein Instrumental wiedererkannte, und kontaktierte Lil Nas X über Instagram. Zu diesem Zeitpunkt hatte das Lied etwa 7.000 Streams auf SoundCloud.
Lil Nas X versuchte, die Verbreitung von Old Town Road zu fördern, in dem er Kurzvideos im Meme-Format im Internet veröffentlichte und dabei sein Lied als Hintergrundmusik verwendete. Ab Ende Dezember 2018 erlangte das Lied durch die „YeeHaw Challenge“ auf TikTok erstmals größere Bekanntheit. In der Woche des 16. März 2019 stieg das Lied erstmals auf Platz 83 in die Billboard Hot 100 ein. Am 22. März unterschrieb Lil Nas X einen Plattenvertrag mit Columbia Records, seitdem kümmert sich das Musiklabel um den Vertrieb der Single.
Am 5. April 2019 erschien der erste offizielle Remix von Old Town Road, auf dem der Country-Sänger Billy Ray Cyrus mit einer Strophe vertreten ist. Bereits am 4. Dezember 2018, einen Tag nach der Veröffentlichung der Originalversion, äußerte Lil Nas X den Wunsch, eine Version mit Billy Ray Cyrus aufzunehmen. Der Remix verhalf Old Town Road in der Folge zu weiterer Popularität.
Der zweite offizielle Remix wurde am 29. April 2019 veröffentlicht. Er basiert auf dem ersten Remix, enthält also die Strophe von Billy Ray Cyrus, das Instrumental wurde jedoch von Diplo geremixt. Der dritte offizielle Remix erschien am 12. Juli 2019, dieser enthält neben der Strophe von Billy Ray Cyrus jeweils eine weitere Strophe des Rappers Young Thug sowie des Country-Sängers Mason Ramsey.  Am 24. Juli erschien der vierte offizielle Remix, der eine Strophe des südkoreanischen Rappers RM der K-Pop-Gruppe BTS enthält.

## Produktion
Die Basis des Instrumentals von Old Town Road ist ein Sample des Musikstückes 34 Ghosts IV von Nine Inch Nails, das von Trent Reznor und Atticus Ross komponiert wurde und im März 2008 auf dem Album Ghosts I-IV erschien. Erst kurz nachdem Old Town Road erste Aufmerksamkeit erlangte, fragte das Management von Lil Nas X die Freigabe des Samples bei Trent Reznor an, woraufhin dieser die Verwendung gestattete.

## Musik und Text
Old Town Road vermischt Elemente der Country-Musik mit denen des Trap-Genres. Ein Beat bestehend aus tiefen 808-Bass Drums, rapiden Hi-Hats und artifiziellen Claps unterlegt dabei eine eingängige Melodie, welche vorwiegend von einem Banjo gespielt wird. Die Originalversion des Liedes ist unterteilt in zwei Strophen, die jeweils in den Refrain münden, und beinhaltet eine Bridge, die jeweils am Anfang und am Ende des Liedes zu hören ist. Danach schließt das Lied mit einem Fadeout ab. In der Version mit Billy Ray Cyrus trägt dieser noch eine zusätzliche dritte Strophe vor und singt außerdem zweimal die Bridge, welche in dieser Variante des Liedes noch ein weiteres Mal zu hören ist. Während des Outros ertönt anders als im Original Pfeifen.
Passend zur Musik vereint der Text gängige Klischees des Country- und des Trap-Lifestyles. Ersterem entnommen ist beispielsweise die durchgängige Fokussierung des Pferdes des Sängers sowie die Erwähnung von Cowboyhüten, Rodeos, Bullenreiten oder Traktoren. Den Stilmitteln der anderen Szene zugehörig sind wiederum die Modedroge Lean, eine promiskuitive Libido, das Modelabel Gucci und die generelle arrogante Attitüde. Auch Billy Ray Cyrus schließt sich in seiner Strophe diesem Thema an, indem er eine protzige, verschwenderische Lebensweise mit Anleihen der gängigen Country-Stereotype zur Schau stellt.

## Musikvideo
Für Old Town Road wurde zunächst kein klassisches Musikvideo gedreht, allerdings erstellte man einen sogenannten Visualizer, der Anfang Dezember auf dem offiziellen YouTube-Kanal von Lil Nas X hochgeladen wurde. Dieser zeigt zusammengeschnittene Szenen aus dem Spiel Red Dead Redemption 2, in welchen mehrere Cowboys um ein Lagerfeuer sitzen, ihre Schusswaffen (teilweise auf Personen) abfeuern oder durch diverse Umgebungen reiten. Auch Prügeleien, Tiere und Landschaftsaufnahmen sind zu sehen.
Am 7. Mai 2019 wurde dann zur Billy-Ray-Cyrus-Version ein als Animoji bezeichneter Videoclip veröffentlicht, welcher ausschließlich aus einer Abfolge von zum Text passenden Emojis besteht, wobei die Köpfe der beiden Sänger animiert sind.
Zehn Tage später erschien dann unter der Regie von Calmatic erstmals ein vollwertiges Live-Action-Musikvideo zum Remix des Liedes, welches als Official Movie betitelt wurde. Darin spielen Lil Nas X und Billy Ray Cyrus zwei Banditen im Jahre 1889. Zunächst reiten die beiden, einen großen Sack mit Geld tragend, auf der titelgebenden Old Town Road vor einer Gruppe von Männern weg. Plötzlich halten diese an, woraufhin die beiden Protagonisten entkommen. Einer der Verfolger fragt seinen Anführer, weshalb er sie hätte gehen lassen. Dieser erwidert, dass man einen schwarzen Mann, der derart schnell auf dem Pferd unterwegs ist, ziehen lassen müsse. Die beiden Räuber kommen mit ihrer Beute bei einem abgelegenen Haus an, vor welchem sie zunächst rasten. Kurz darauf erscheint der Besitzer desselben und beginnt, mit einem Gewehr auf die Männer zu schießen. Bei der Flucht werden sie vorerst getrennt, als Lil Nas X durch ein Loch am Boden klettert. Am anderen Ende findet er sich jedoch plötzlich im Jahre 2019 wieder, wo er vom Himmel fällt. Aus Old Town Road ist ein typischer, US-amerikanischer Vorort geworden. Der in auffällige Cowboy-Montur gehüllte Bandit reitet auf seinem Pferd, welches sich nun auch in der Gegenwart befindet, langsam durch die Stadt und wird zunächst von den Anwohnern ungläubig und skeptisch bestaunt. Jedoch gelingt es ihm bald, zu seinem neuen Umfeld freundschaftlichen Kontakt aufzubauen, als er absteigt und zu tanzen beginnt, woraufhin es ihm eine junge Frau gleichtut. Unmittelbar danach beginnt ein Rennen, bei welchem Lil Nas X auf seinem Pferd gegen einen Autofahrer antritt und gewinnt. Von dem Geld, das er dadurch gewonnen hat, kauft er sich ein neues Kostüm, welches immer noch im Westernstil gehalten ist, dabei jedoch luxuriöser aussieht. Als er den Laden verlässt, erscheint auf einmal Billy Ray Cyrus, dem etwas Ähnliches widerfahren sein muss, denn er trägt ebenfalls schickere Kleidung und fährt ein Auto. Er hat außerdem die Beute bei sich. Die beiden Freunde betreten einen Saal, in welchem mehrere Personen, die ebenfalls Cowboyhüte tragen, Bingo spielen. Nachdem sich die zwei Protagonisten einen kurzen Moment nickend ansehen, spielen und singen sie in der nächsten Einstellung die musikalische Untermalung des Events. Dadurch hebt sich die Stimmung der Veranstaltung deutlich, sodass alle Anwesenden zu tanzen beginnen. Am Ende posieren die Musiker mit den Stadtbewohnern für Fotos. Die Musik setzt im Video erst nach etwa 2 Minuten ein, als Lil Nas X in der Gegenwart ankommt. Auch dazwischen wird sie immer wieder für wenige Sekunden unterbrochen, um die Handlung voranzutreiben. Es sind im Laufe des Clips mehrere Cameoauftritte zu sehen; so tauchen Chris Rock, Vince Staples, YoungKio, Rico Nasty, Diplo und Haha Davis in selbigem auf.

## Kommerzieller Erfolg
Über drei Monate nach der Erstveröffentlichung schaffte es Lil Nas X mit seiner Debütsingle erstmals in den USA in die Charts. In der Woche des 16. März 2019 stieg Old Town Road erstmals auf Platz 83 in die Billboard Hot 100 ein, eine Woche später lag das Lied auf Platz 53, in den beiden Folgewochen kletterte es auf die Positionen 32 bzw. 15. In der Woche des 13. April 2019 erreichte das Werk erstmals die Spitze der US-Charts, vorerst noch in der Originalversion; ab der 2. Woche stand die Remixversion auf Platz eins. Das Lied hielt sich insgesamt 19 Wochen an der Spitze der Billboard Hot 100 US-Charts, was einen neuen Rekord bedeutete. Außerdem wurde der Song 14-fach mit der Platinschallplatte ausgezeichnet, womit ein weiterer Rekord innerhalb der Vereinigten Staaten aufgestellt wurde. Im August 2019 wurde Lil Nas X für Old Town Road bei den MTV Video Music Awards mit dem Song of the Year ausgezeichnet.
Auch international war Old Town Road war in mehreren Ländern ein großer kommerzieller Erfolg, besonders die Version mit Billy Ray Cyrus verhalf dem Lied zu mehr internationaler Popularität. In Deutschland, Österreich und der Schweiz erreichte der Song einen Monat nach Charteinstieg Platz eins der Singlecharts. Auch im Vereinigten Königreich, Kanada, Neuseeland, Australien, Frankreich, den Niederlanden, Norwegen, Dänemark und Irland platzierte sich das Lied entweder im Remix oder in der ursprünglichen Variante ebenfalls auf der höchsten Position der jeweiligen Hitparade. Old Town Road verkaufte sich alleine im Jahr 2019 weltweit über 18,4 Millionen Mal und war nach Billie Eilishs Bad Guy die zweitverkaufsstärkste Single des Jahres. In Deutschland avancierte Old Town Road zum Millionenseller und zählt damit zu den meistverkauften Singles des Landes.

## Billboard-Kontroverse
Nachdem es das Lied in den US-amerikanischen Country-Charts bereits bis auf Nummer 19 geschafft hatte, beschloss das Billboard-Magazin, welches für die Auswertung der US-amerikanischen Hitparaden zuständig ist, dass Old Town Road die Voraussetzungen für einen Country-Song nicht erfülle und von daher nicht für die entsprechenden Charts geeignet wäre. Eine Woche nach der Sperre wäre der Track in der Liste auf Platz 1 gelandet, hätte er den Kriterien entsprochen. Die Entscheidung rief eine kontroverse Debatte ins Leben, bei der Billboard vorgeworfen wurde, Lil Nas X aufgrund seiner Hautfarbe in eine bestimmte musikalische Schublade zu stecken. Das Magazin dementierte dies.
Billy Ray Cyrus nahm seine Duett-Version mit Lil Nas X auf, um Stellung zu beziehen, Old Town Road als Country-Lied anzuerkennen. Produzent YoungKio meinte, die Country-Elemente würden alleine durch den Beitrag des Interpreten hervorgerufen, sein Beat wäre ursprünglich den Genres Trap und Rock zuzuschreiben gewesen.

## Kommerzieller Erfolg

### Chartplatzierungen
| ChartsChartplatzierungen       | Höchstplatzierung | Wochen |
| ------------------------------ | ----------------- | ------ |
| Deutschland (GfK)              | 1 (53 Wo.)        | 53     |
| Österreich (Ö3)                | 1 (56 Wo.)        | 56     |
| Schweiz (IFPI)                 | 1 (70 Wo.)        | 70     |
| Vereinigte Staaten (Billboard) | 1 (45 Wo.)        | 45     |
| Vereinigtes Königreich (OCC)   | 1 (47 Wo.)        | 47     |

| ChartsJahrescharts (2019)      | Platzierung |
| ------------------------------ | ----------- |
| Deutschland (GfK)              | 1           |
| Österreich (Ö3)                | 3           |
| Schweiz (IFPI)                 | 2           |
| Vereinigte Staaten (Billboard) | 1           |
| Vereinigtes Königreich (OCC)   | 2           |

| ChartsJahrescharts (2020)    | Platzierung |
| ---------------------------- | ----------- |
| Schweiz (IFPI)               | 49          |
| Vereinigtes Königreich (OCC) | 81          |

| ChartsJahrescharts (2010–2019) | Platzierung |
| ------------------------------ | ----------- |
| Österreich (Ö3)                | 14          |
| Vereinigte Staaten (Billboard) | 7           |
| Vereinigtes Königreich (OCC)   | 75          |

### Auszeichnungen für Musikverkäufe
| Land/Region                  | Auszeichnungen für Musikverkäufe (Land/Region, Auszeichnung, Verkäufe) | Verkäufe   |
| ---------------------------- | ---------------------------------------------------------------------- | ---------- |
| Australien (ARIA)            | 15× Platin                                                             | 1.050.000  |
| Belgien (BRMA)               | 3× Platin                                                              | 120.000    |
| Brasilien (PMB)              | 3× Diamant · + Platin (feat. RM of BTS)                                | 520.000    |
| Dänemark (IFPI)              | 3× Platin                                                              | 270.000    |
| Deutschland (BVMI)           | Diamant                                                                | 1.000.000  |
| Frankreich (SNEP)            | Diamant                                                                | 333.333    |
| Irland (IRMA)                | 2× Platin                                                              | 30.000     |
| Italien (FIMI)               | 3× Platin                                                              | 150.000    |
| Kanada (MC)                  | Diamant                                                                | 800.000    |
| Mexiko (AMPROFON)            | Diamant · + 3× Gold                                                    | 390.000    |
| Neuseeland (RMNZ)            | 8× Platin                                                              | 240.000    |
| Niederlande (NVPI)           | 3× Platin                                                              | 240.000    |
| Norwegen (IFPI)              | 2× Platin · + 2× Platin (Remix)                                        | 240.000    |
| Österreich (IFPI)            | 4× Platin                                                              | 120.000    |
| Polen (ZPAV)                 | Diamant                                                                | 100.000    |
| Portugal (AFP)               | 5× Platin                                                              | 50.000     |
| Schweden (IFPI)              | 2× Platin                                                              | 160.000    |
| Schweiz (IFPI)               | 5× Platin                                                              | 100.000    |
| Spanien (Promusicae)         | Platin · + Gold (Remix)                                                | 90.000     |
| Südafrika (RISA)             | 8× Platin                                                              | 160.000    |
| Vereinigte Staaten (RIAA)    | 17× Platin · + Gold (Diplo Remix)                                      | 17.500.000 |
| Vereinigtes Königreich (BPI) | 4× Platin                                                              | 2.400.000  |
| Insgesamt                    | 11× Gold · 75× Platin · 9× Diamant ·                                   | 26.063.333 |